# LGOC X-type
Il LGOC X-type è uno dei primi modelli di autobus a due piani di Londra.

## Storia
L'X-type è stato il primo autobus costruito dalla London General Omnibus Co. Ltd (LGOC). La parte industriale della LGOC divenne la AEC nel giugno del 1912.
Nel 1908 la LGOC si fuse con le due principali società rivali: la London Motor Omnibus Co Ltd (che spesso utilizzava il nome Vanguard) e la London Road Car Co. Ltd (che usava per la sua flotta il nome Union Jack). La nuova società, che usava il nome General per la sua flotta, disponeva di 885 autobus a motore mentre i veicoli trainati da cavalli restarono ancora molto comuni.
Il capo ingegnere motorista, Frank Searle, propose alla LGOC di costruire un suo proprio veicolo inizialmente a Blackhorse Road, Walthamstow, ed i progetti per la costruzione dei primi 20 esemplari furono messi in opera.
Il prototipo del veicolo venne completato il 12 agosto del 1909 e ottenne l'autorizzazione di polizia prima di natale. Aveva una configurazione normale con il guidatore posizionato dietro al motore. Il design della carrozzeria ricordava quella degli ultimi bus trainati da cavalli con un piano superiore scoperto e sedili disposti longitudinalmente lungo i lati.
Furono prodotti in totale 60 autobus e un camion. La produzione si concluse nel dicembre del 1909 e il veicolo fu seguito dal B-type.